# L'hora del Timmy
L'hora del Timmy (anglès: Timmy Time) és una sèrie de televisió per a nens d'animació d'argila stop-motion britànica creada per a la BBC per Aardman Animations. Va començar a emetre's al Regne Unit a CBeebies el 6 d'abril de 2009. És un sèrie derivada d'El Xai Shaun, que alhora està basada en la pel·lícula Wallace i Gromit del 1995 A Close Shave. A Catalunya s'emet pel canal Super3.